# Kilstjärtad sabelvinge
Kilstjärtad sabelvinge (Pampa curvipennis) är en fågel i familjen kolibrier.

## Utbredning och systematik
Kilstjärtad sabelvinge är endemisk för Mexiko. Den delas in i tre underarter med följande utbredning:
- Pampa curvipennis curvipennis – förekommer i östcentrala Mexiko från sydöstra San Luis Potosí till Veracruz, nordöstra Puebla och norra Oaxaca
- Pampa curvipennis pampa – förekommer från Yucatánhalvön till Guatemala, Belize och nordöstra Honduras
- Pampa curvipennis excellens – förekommer i Sierra de los Tuxtlas i sydöstra Mexiko (sydöstra Veracruz, nordöstra Oaxaca och västra Chiapas)

### Släktestillhörighet
Arten placeras traditionellt i släktet Campylopterus, men genetiska studier visar att arterna i släktet inte står varandra närmast. Den har därför flyttats tillsammans med flera andra centralamerikanska arter till släktet Pampa.

## Status
IUCN kategoriserar arten som livskraftig.